# Stiftung Friedensdialog der Weltreligionen und Zivilgesellschaft
Die Stiftung Friedensdialog der Weltreligionen und Zivilgesellschaft SdbR ist eine Stiftung mit Sitz in Lindau am Bodensee. Die Stiftung wurde 2018 gegründet, um im Auftrag des Referats „Religion und Außenpolitik“ des Deutschen Auswärtigen Amts und in Kooperation mit der in New York ansässigen NGO „Religions for Peace“ das 10. Welttreffen der Religionen zu organisieren, das 2019 in Lindau stattgefunden hat.

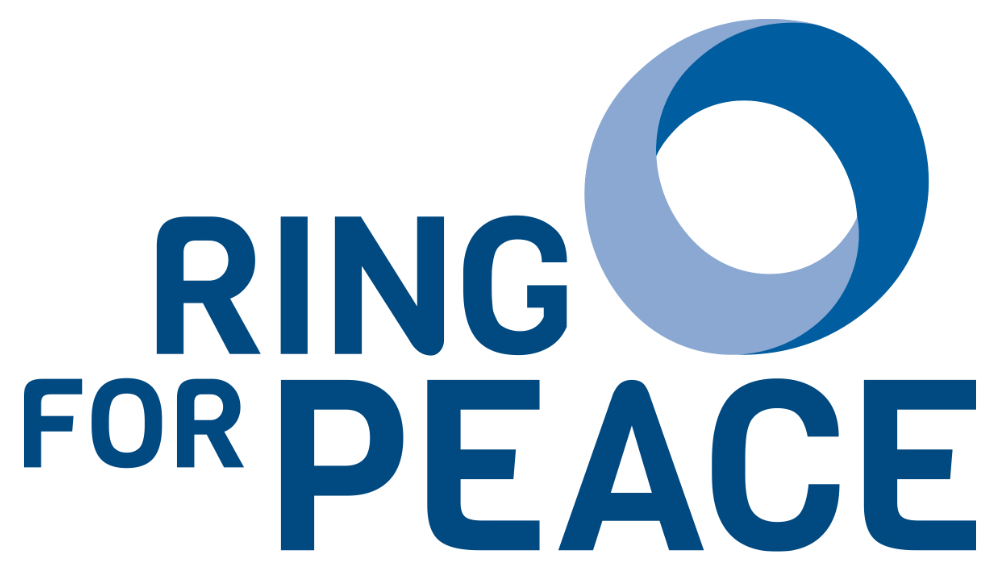
Logo der Lindauer Stiftung Friedensdialog der Weltreligionen und Zivilgesellschaft.

Die Vorsitzende des Stiftungsrats ist die CDU-Politikerin Annette Schavan. Der Vorsitzende des Stiftungsvorstands ist Wolfgang Schürer. Der Geschäftsführer war der Grünen-Politiker Ulrich Schneider.
Die Stiftung ist auch als „Ring for Peace“ bekannt. Der sogenannte „Ring for Peace“ ist das Markenzeichen der Stiftung. Dabei handelt es sich um eine hölzerne Skulptur des Holzkünstlers Gisbert Baarmann. Die Skulptur steht im Luitpoldpark der Lindauer Insel. Der „Ring for Peace“ findet sich auch im Logo der Stiftung wieder.
Neben dem 10. Welttreffen der Religionen 2019 mit dem Titel 
- „10. World Assembly: Caring For Our Common Future“, eröffnet von Bundespräsident Frank-Walter Steinmeier[2]

organisierte die Stiftung in Kooperation mit Religions for Peace noch zwei weitere internationale Konferenzen, die ebenfalls vom Deutschen Auswärtigen Amt unterstützt wurden:
- 2020 die „1. Assembly on Women, Faith & Diplomacy: Keeping Faith, Transforming Tomorrow“[3] und
- 2021 die „Conference of the World Council of Religious Leaders on Faith and Diplomacy: Generations in Dialogue“[4].

Im Herbst 2022 wurde bekannt, dass die Arbeit der Stiftung ruht und dass das Lindauer Büro geschlossen wurde.